# بوبر پریگوگین
بوبر پریگوگین (نام علمی: Chlorocichla prigoginei) نام یک گونه از سرده بوبرهای رنگین است.